# 요시다 사오리
요시다 사오리(일본어: 吉田 沙保里, よしだ さおり, 1982년 10월 5일~)는 일본의 레슬링 선수, 지도자이다.
미에현 쓰시 출신으로 여자 레슬링 자유형 라이트급(-55kg) 부문 세계 최강의 선수로 군림했다. 2002년부터 2014년까지 13년 간, 올림픽, 세계 선수권 대회, 아시안 게임에서 모두 우승하였다. 또한 2001년부터 2008년 1월까지 119연승을 달성하고, 미국의 마시 밴 듀슨에게 패배한 후에도 58연승을 기록했으나, 2012년 5월 27일 러시아의 발레리야 졸로보바에게 패해 연승 행진이 멈췄다. 2012년 하계 올림픽에서 우승했다.

## 같이 보기
- 올림픽 다관왕 목록